# برنت بيرسون
برنت بيرسون هو متسابق دراجات نارية سويدي، ولد في 24 يونيو 1946 في إسكيلستونا في السويد.